# Alén Space
Alén Space es una empresa española en el sector NewSpace, ubicada en Vigo (Galicia), dedicada al desarrollo en todas las etapas, software y hardware, diseño y construcción de satélites artificiales.

## Historia
La historia de Alén Space comienza en el año 2007 a través de una iniciativa del Instituto Nacional de Técnica Aeroespacial (INTA) para el lanzamiento de un nanosatélite. Gracias a esto, se fundaría el Grupo Estratégico Aeroespacial de la Universidad de Vigo, compuesto por un equipo de varios departamentos y dirigido por Fernando Aguado, y comenzaría el diseño y la fabricación de Xatcobeo, que en 2012 se convirtió en el primer nanosatélite español.
Esto marcaría el inicio de nuevos proyectos como los satélites Humsat-D lanzado en 2013 y el Serpens lanzado en 2015 en colaboración con la Oficina de Naciones Unidas para Asuntos del Espacio Exterior (UNOOSA) y por la Agencia Espacial Europea (ESA).
En 2017, con la financiación del Programa Ignicia de la Agencia Gallega de Innovación (GAIN) de la Junta de Galicia, se fundó la empresa aeroespacial Alén Space.
En 2018 ganó el premio Cinco Días a la innovación.
En 2019 recibió una ronda de inversión de 1 millón de euros de 
CDTI y BeAble Capital.
En 2019 recibió el premio de Transferencia tecnológica de la Real Academia Gallega de Ciencias.
En 2020 fue elegida como Mejor Startup espacial en los South Europe Startup Awards (SESA).
En el mismo año 2020 Sateliot, un operador de telecomunicaciones satelitales bajo una arquitectura 5G, anunció una alianza con Alén Space para el desarrollo de la carga útil de sus primeros nanosatélites con el objetivo de hacer el primer lanzamiento a fines de 2020 La tecnología que se incorporará a este nanosatélite consiste en una tarjeta SDR (Radio definida por software), donde las señales recibidas se procesan y se generan para que se transmitan a la tierra. Además de una placa de acondicionamiento de radiofrecuencia y una antena desplegable que permitirá la comunicación con dispositivos terrestres.
En 2023, la empresa fue adquirida por la multinacional tecnológica GMV. 

## Satélites desarrollados
- Xatcobeo (2012)
- Humsat-D (2013)
- DustCube (2015-16)
- Serpens (2015)
- Lume-1 (2018)
- 3B5GSAT de Sateliot (2021)[12]
- Alfa Crux (2022)